# Kummerow
Kummerow est une commune du Mecklembourg-Poméranie-Occidentale de l'arrondissement du Plateau des lacs mecklembourgeois dans le nord de l'Allemagne. La commune avait une population de 667 habitants au 31 décembre 2008. Elle en a 629 au 31 décembre 2010.

## Municipalité
La commune comprend les villages de Kummerow, Axelhof, Maxfelde et Leuschentin.

## Géographie
Kummerow est à six kilomètres au nord-est de Malchin, au sud-est du lac de Kummerow et fait partie du parc naturel de la Suisse mecklembourgeoise et du lac de Kummerow.

## Histoire

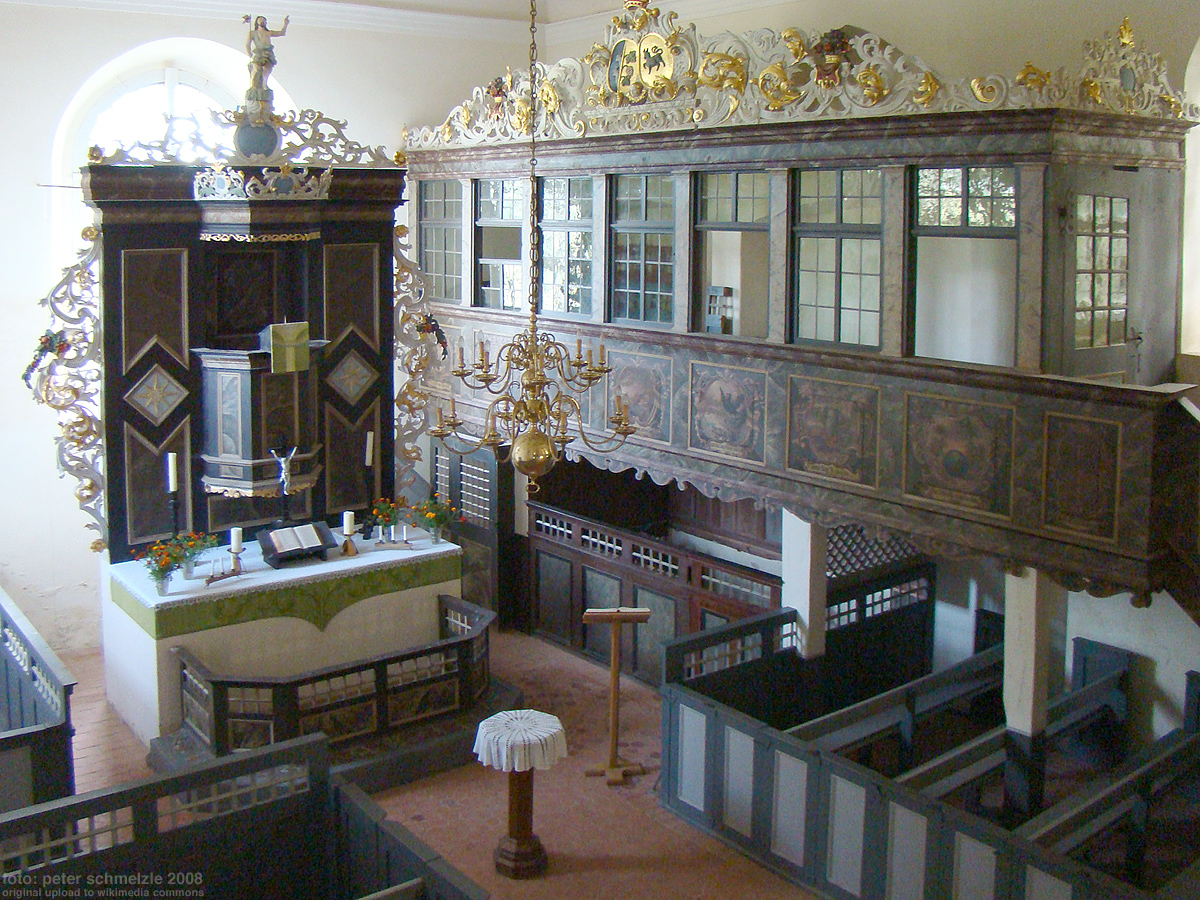
Intérieur de l'église avec la loge des seigneurs de Maltzahn en haut à droite

L'endroit est peuplé au Ve siècle de tribus slaves germanisées au cours des siècles. Sa première mention écrite date de 1222. L'endroit était appelé Cummerow, jusqu'au XXe siècle et obtient les privilèges de ville en 1255. Le seigneur Heinrich von Maltzahn est protecteur du lieu et des domaines de Kalden en 1309. En 1315, l'on construit le château fort, mais les seigneurs de Maltzahn doivent abandonner leur seigneurie au duc de Poméranie en 1320. Ils récupèrent leur fief en 1420 En 1450, après les guerres entre la Poméranie et le Mecklembourg, la région passe au duché de Mecklembourg, et une nouvelle guerre la met à nouveau sous la soumission de la Poméranie en 1481, permettant aux Maltzahn de retrouver leurs domaines. Plusieurs branches de la famille se disputent Kummerow entre 1573 et 1671, ainsi que les bourgeois de la ville et l'abbaye de Dargun, appartenant aux cisterciens. 
La Guerre de Trente Ans décime la population. Il n'y a plus que seize habitants...Kummerow est prise par les Suédois du général-baron Bleichert qui en fait son quartier général. Kummerow perd ses privilèges de ville en 1671 et les Maltzahn reviennent dans leur domaine pour la troisième fois, ce que Frédéric le Grand confirme en 1741 lorsque la région passe au royaume de Prusse.
Kummerow abrite pendant la Seconde Guerre mondiale nombre d'enfants évacués de Berlin et de Stettin. L'Armée rouge y fait son entrée le 30 avril 1945. La famille von Maltzahn est définitivement expulsée de ses terres et le château de Kummerow sert de quarantaine aux travailleurs forcés. Ensuite le village qui faisait 345 habitants avant la guerre passe à 720 à cause de l'apport de population des réfugiés allemands des anciens territoires de l'Est (province de Prusse-Occidentale et province de Prusse-Orientale) attribués à la Pologne. Il y avait 979 habitants en 1957. La population pendant les mois d'été pouvait atteindre plus de 3 000 habitants (et 5 000 dans les environs), car elle accueillait des campeurs et des vacanciers des compagnies d'État, dans les nouveaux camps d'été de bungalows, spécialement construits pour eux par les autorités est-allemandes locales.
La population est encore de 876 habitants en 1966.

## Architecture
- Château de Kummerow, château baroque construit par les Maltzahn au XVIIIe siècle
- Église luthérienne du village de Kummerow, construite au XIIIe siècle et réaménagée au XVIIIe siècle. On remarque des vitraux et des stèles funéraires des Maltzahn